# انوگی
انوگی (𒀭𒂗𒉡𒄄) خدایی بین‌النهرینی که با کشاورزی و به خصوص آبیاری و نیز جهان زیرین در ارتباط است. بنا بر یک طلسم، او را خالق قاب‌بالان نیز می‌دانستند. او یکی از اعضای دربار انلیل به حساب می‌آمد و در فهرست‌های خدا در کنار سایر اعضای آن مانند نینیما و کوسو ظاهر می‌شود. او در نیپور پرستش می‌شد و احتمالا معبدش به نام ارابیریری در همان شهر قرار دارد. او در تعدادی از اساطیر شامل حماسه گیلگمش و آترا-هاسیس حضور دارد.

## شخصیت
انوگی با آبیاری در ارتباط بود، اگرچه او در بین‌النهرین تنها خدای مسئول این کار نبود. القاب او شخصیت کشاورزی وی را برجسته می‌کند.‌ او را می‌توان «ارباب خاکریز و خندق» یا «ارباب زمین زراعی و شخمکاران» نامید. او همچنین در متن لیپیت-ایشتار و شخم به عنوان یکی از خدایان متعددی که در کارهای صحرایی شرکت می‌کنند، نام برده می‌شود؛ خداییان دیگر نینورتا، لیسین، سوئن، نوسکا و نیناماشکوگا هستند.
متن یک طلسم بیان می‌کند که انوگی خالق گرابها بوده است. دیگر شخصیت‌های اسطوره‌ای که می‌توان به خلق موجودات مختلف مشابه نسبت داد، نینکلیم و آلولو، پادشاه آغازین اریدو بودند.
بنجامین فاستر استدلال می‌کند که انوگی به عنوان یک خدای جهان زیرین در نظر گرفته می‌شد. به گفته ریچارد ال. لیتکه، یک ریشه‌شناسی عامیانه که نام او را به عنوان «ارباب جهان (زیرین)؛ ارباب بی بازگشت» توضیح میدهد، در لوح CT 25 49 شناسایی شده‌است. با این حال، علیرغم شباهت نام‌ها، او به احتمال زیاد همان خدای انوگی نیست که در منابع متعددی از جمله اسطوره نرگال و ارشکیگال به عنوان یکی از دروازه‌داران جهان زیرین گواهی شده‌است.

## ارتباط با سایر خدایان
انوگی از اعضای دربار انلیل بود. انوگی متعلق به دربار انلیل بود.  او در جایگاه گوزالو برای این خدا عمل می‌کرد. این اصطلاح به‌صورتهای گوناگون «حامل تاج»، «کاخ‌دار» یا «منادی» ترجمه می‌شود. به گفته مانفرد کربرنیک، این جایگاه ممکن است موقعیتی مرتبط با قدرت قضایی باشد. در یک متن واحد او را پسر انلیل نیز می‌نامند. اندرو آر جورج خاطرنشان می‌کند که هم در فهرست خدای آن = آنوم و هم در فهرست معبد استاندارد، انوگی در کنار سایر درباریان انلیل، پس از نینیما و قبل از کوسو، نینشار، نینکاسی و نینمادا ظاهر می‌شود. در یک مورد او همچنین یکی از پسران انمشارا شناخته می‌شود که احتمالاً بر اساس برخی جنبه‌های مشترک شخصیت‌های مربوط آنها است.
الهه نانیبگال، همسر انوگی در نظر گرفته می‌شد. این تئونیم غالباً به عنوان لقب یا نام جایگزین نیسابا تلقی می‌شد. با این حال، از زمانی مشخص، به خدای دیگری اختصاص یافت. در بیشتر فهرست‌های خدا، نانیبگال جدا از نیسابا ظاهر می‌شود که نشان می‌دهد آنها به عنوان دو خدای مجزا شناخته می‌شدند اما در حال حاضر هیچ مدرکی وجود ندارد که نشان دهد او مستقل از دومی پرستش می‌شد. او و انوگی نیز جدا از نیسابا و هایا در طلسم ظاهر می‌شوند. تنها نمونه‌ای از یک نام تئوفوری که او را فرا می‌خواند، اور-نانیبگال (یک  انسی از نیپور)، شناخته شده‌است. بنا بر آن = آنوم، نانیبگال در دربار نینلیل همان نقشی را ایفا کرد که انوگی در بارگاه انلیل بر عهده داشت.
در سریهای طلسم شورپو، انوگی در کنار ماندانو، خدایی که در جایگاه گوزالو مردوک شناخته می‌شود، ظاهر شده‌است.
خدای گاعو را می‌توان به عنوان شبان انوگی نامید، اگرچه او در ارتباط با سوئن نیز ظاهر می‌شود. ریچارد ال. لیتکه به شکل آزمایشی پیشنهاد کرد که این مسئله ممکن است نشاندهنده وجود سنتی باشد که در آن دو ارباب او بر این اساس با یکدیگر یکی می‌شدند. با این حال، به گفته نویسندگان دیگر، این نظر را باید یک «کنجکاوی صرف» در نظر گرفت. ویلفرد جی. لمبرت تا آنجا پیش رفت که پیشنهاد کرد قرائت «چوپان انوگی» ممکن است اشتباه باشد.
جرمی بلک و آنتونی گرین پیشنهاد کردند که انوگی ممکن است همتای  گوگالانا ، شوهر ارشکیگال در نظر گرفته شود، زیرا نام دومی را می‌توان به عنوان «بازرس کانال آن» ترجمه کرد. با این حال، استفاده از لقب مشابه گوگالو برای اشاره به انوگی ممکن است یک خطای کتابتی باشد. ممکن است در واقع منظور از واژه گالو در این زمینه یک مأمور مجلس الهی باشد.

## پرستش
قبلاً اعتقاد بر این بود که انوگی برای اولین بار در فهرست پیشکشی از دوره سوم اور ظاهر شده‌است اما به گفته مارکوس ساچ گوتیرز، یک نام تئوفوری واحد که به او اشاره می‌کند، اور-انوگی، در متنی از اداب در دوره اکدی باستان وجود دارد.
شولگی معبدی را در نیپور برای انوگی ساخت که به گفته داگلاس فرین احتمالاً با نام ارابریری در منابع بعدی (مانند فهرست معبد استاندارد) شناخته شده است. اندرو آر جورج خاطرنشان میکند که این نام تشریفاتی را می‌توان به «خانه غل و زنجیر که در کنترل است» ترجمه کرد و همچنین نتیجه می‌گیرد که احتمالاً در نیپور واقع شده‌است. معبد ماندانو در بابل همین نام را داشت، احتمالاً به این دلیل که او در بارگاه مردوک موقعیتی مشابه را به عهده داشت (همان‌جایگاه انوگی در بارگاه انلیل). معبد دیگری که به او تقدیم شده ارابشاشا، «خانه ای که غل و زنجیر را می‌بندد» بود که مکان آن مشخص نیست. او همچنین در یک کتیبه آجری از اور گواهی شده‌است.

## اسطوره‌شناسی
نام انوگی به اختصار در آترا-هاسیس به میان می‌آید. او همچنین در نسخه معیار حماسه گیلگمش در میان خدایانی حضور دارد که هنگام تصمیم‌گیری برای فرو فرستادن طوفان، قسم می‌خورد.
در سری‌های طلسم شورپو، از انوگی درخواست می‌شود که آساکو را ببندد، که به گفته ویلفرد جی. لمبرت، سنتی را منعکس می‌کند که در آن او، به جای نینورتا، مسئول غلبه بر این شیطان بوده‌است.
سرودی برای نوسکا بیان می‌کند که او مسئول صدور دستورها به انوگی بود.